# 佳人 (小説)
『佳人』（かじん）は、石川淳が1935年（昭和10年）に発表した短編小説であり、処女作である。
終始饒舌体とも呼ぶべき、一文一文の言い回しの長い文体が特徴であり、処理するのが困難な内面の逡巡や飛躍の内実がよく示されている。タイトルは文中の〈わたし〉の独り言、「門ヲ出デテ佳人ヲ望ム佳人豈ココニ在ランヤ」から取られている。

## 内容
〈わたし〉はある老女（ユラの母）のことを小説にしようと構想していたものの、結局老女のことは書けずに〈わたし〉自身のことを書き始めてしまう。
〈わたし〉は街の酒場に勤めていたユラと同棲して、東京の東北の田園の片隅にある寺の離れに住むが、〈わたし〉は職の無い遊蕩者であり、ユラから“気ちがい”と思われたり、言われたりすることを苦にしながら生活している。
ユラはよく閑な時に、姉のミサの世話をしている浜村という雑貨商と一緒に映画や芝居を観に出かけることを娯しみとしていた。ある日、かねて約した会合のために〈わたし〉が東京に行って帰りの夜に、〈わたし〉は自殺をしようと線路の上を歩いた。タクシーで線路の途中まで乗り、そこからずっと家の方に向かって歩くも、いつまで経っても列車は来ずに、遂に明け方近くなってミサの家の近くまで辿り着いてしまった。その垣の隙間から、〈わたし〉はミサの家の縁側に座る、浜村とユラの姿を発見してしまう。ユラは浜村にぴったり寄り添うように横座りになっており、今まで〈わたし〉が見たことも無い位に色っぽく見えた。
〈わたし〉は狼狽したまま家に帰り、裏口の戸を開け、座敷の闇の中に倒れ込むようにして寝てしまう。ミサの呼ぶ声で目覚めると、既に日の明るく射す朝で、ミサが夕べユラが遊びに来て、浜村に言われてミサは病気で寝込む母の見舞いに行き、その帰りに〈わたし〉の家の裏口が開け放してあるのを不審に思って立ち寄ったのであることを説明した。
〈わたし〉はミサに風呂桶を沸かして貰って入るが、ミサの下肢や顫える肩を見て情欲の燃え上がるのを覚える。早々に風呂から上がって体を拭いた〈わたし〉は、無花果の向こうへ歩きかけるミサを後ろから抱き締めた。ミサは抵抗する素振りも見せずに抱きすくめられるままだった。
ここで〈わたし〉のペンは止まり、この先はどうあったって書けるものでは無く、又、それだけの力量が今の自分には無いことを述べて、この小説は終わっている。

## 登場人物
- 〈わたし〉：東京郊外の寺の離れを借りて生活している遊蕩者。癇性持ちで、気持ちの昂ぶりが抑えられなくなると皿を割る。
- ユラ：街の酒場に勤めている内に〈わたし〉と知り合い、同棲する。同棲してからはユラも遊蕩者のような生活を送っている。
- ミサの母（老女）：夫が小企業家であったが財産を失い、住み慣れた市中から田舎町に流転して来た。3人の子の内、1番目の長男は大阪の某工場に勤めていたが、左翼運動に関わって下獄中。2番目の娘がミサで、末の子がユラになる。
- ミサ：ユラの姉。はじめ東京で芸者に出ていたが、やがて母の居住地に近い磯町に住み替えて、浜村という雑貨商の男の世話になり、土地で芸者屋を出している。